# Кулиничі (Харків)
49°58′48″ пн. ш. 36°22′53″ сх. д. / 49.98000° пн. ш. 36.38139° сх. д.
Кули́ничі — село у Немишлянському районі Харкова, розташована на сході міста. Це поселення у 2012 році приєднали до складу міста, але саме село юридично досі не зняте з обліку.

## Географічне розташування
Місцевість Кулиничі розміщена на правому березі річки Немишля, вище за течією на відстані 1 км розташована місцевість Бражники. На річці зроблена велика загата — Кулиничівський ставок. На півночі розташовано ботанічний сад. До селища примикає великий масив дачних ділянок. Поруч проходять автомобільні шляхи Т 2104 і М03 (E40) — Харківська окружна дорога.

## Населення
1959 року мешкало близько 3,6 тис. осіб, 1970 — 2,5 тис. осіб, 1979 —– 2,9 тис. осіб, а 1999 — 3,2 тис. осіб.

## Назва
За народними переказами, тут першим оселився козак Кулинич. Існують інші версії щодо походження назви: від птаха кулика; від давньоруського слова «кулич» — місце з ярами та вибалками.

## Історія
Поселення засноване у другій половині 1670-х років. У другій половині XVIII століття Кулиничі належали харківському козацькому полковнику Григорію Квітці, згодом — Покровському монастирю. Григорій Квітка збудував у селі пивоварний завод, що від 1882 року перебував у власності інженера, громадського діяча І. Грищенка. Від створеного ним зразкового маєтку «Україна» веде історію нинішній інститут тваринництва НАНУ. Під час воєнних дій 1918—1920 років влада неодноразово змінювалася. Селяни зазнали сталінських репресій. Від жовтня 1941 до серпня 1943 село перебувало під німецькою окупацією. На фронтах Другої світової війни воювало 119 місцевих, з них 42 загинуло.
3 червня 1957 року село Кулиничі отримало статус селища міського типу.
6 вересня 2012 року Верховна Рада України прийняла постанову «Про зміну і встановлення меж міста Харків, Дергачівського і Харківського районів Харківської області» згідно з якою 2602,49 га території Кулиничівської селищної ради, у тому числі й смт Кулиничі, увійшли в межі міста Харкова.
24 жовтня 2012 року Харківська міська рада надала нові назви вулицям колишнього селища.
5 березня 2013 року Харківська обласна рада ухвалила рішення про виключення смт Кулиничі, селища Перемога та сіл Бражники, Заїки і Затишшя Харківського району з облікових даних та їх включили у межі Харкова. Але Верховна Рада ці зміни досі не затвердила.
А сама Кулиничівська селищна рада була ліквідована тільки у 2020 році, і їй були підпорядковані села Байрак, Благодатне, Бобрівка, селища Елітне, Зернове, Кутузівка, Момотове, Прелесне, Слобідське.
Під час повномасштабного вторгнення Росії в Україну в 2022 році в Кулиничах від російських обстрілів постраждало кілька житлових будинків, поліклінника та дитячий садок.

## Відомі люди
На кладовищі Кулиничів похований уродженець цього селища Якимов Олександр Валерійович — солдат Збройних сил України, учасник боїв за Слов'янськ під час російсько-української війни. Загинув під час бою з російськими диверсантами.

## Економіка
- ТОВ «Хлібокомбінат «Кулиничі», заснований 1994 року Ю. В. Мисиком.[9] Нині до складу компанії входить 10 спеціалізованих хлібопекарських комплексів в Харківській, Київській, Полтавській областях.[10] Продуктивність підприємств становить 450 тонн хлібобулочних виробів на добу.[11] У 2019 році в Кулиничах введено в експлуатацію млин, обладнаний новітнім обладнанням компанії BUHLER потужністю переробки 300 тонн на добу.[12]
- Дослідне господарство «Українка» науково-дослідного інституту тваринництва Лісостепу і Полісся.
- Дослідне господарство «Елітне» науково-дослідного інституту рослинництва, селекції та генетики ім. Юр'єва.
- Інститут тваринництва Національної академії аграрних наук України.
- ТОВ «Кулиничі-Будінвест».
- Науково-виробниче підприємство «SINTA».
- ТОВ «С. А. Н.»

## Інфраструктура
В Кулиничах функціонують:
- Харківська дитяча школа мистецтв № 7 (до 2013 року — Кулиничівська школа естетичного виховання);
- Харківська загальноосвітня школа І-III ступенів № 175 «Кулиничівська» (до 2013 року — Харківська ЗОШ I-III ступенів № 175);
- ДЮСШ;
- ДНЗ;
- Будинок культури (будівля згоріла внаслідок пожежі) був розміщений у приміщенні селищної ради за адресою вул. 7-ї Гвардійської Армії,  14.
- Бібліотека;
- Кулиничівський історико-краєзнавчий музей.[13]

## Транспорт
Маршрутне таксі №38е: Ст.м.Академіка Барабашова - Вулиця Грищенка (Кулиничі)
Автобус №83: Ст.м.Академіка Барабашова - Вулиця Грищенка (Кулиничі) - Сел.Заїки

## Меморіали, пам'ятники
В Кулиничах встановлено пам'ятники Тарасові Шевченку, «Скорботна мати» та «Невідомому солдату».

Пам'ятник Леніну В. І. (демонтовано)
Пам'ятник «Скорботна мати» на братському похованні радянських вояків
Пам'ятник Тарасові Шевченку
Пам'ятник на братському похованні радянських вояків